# 女官

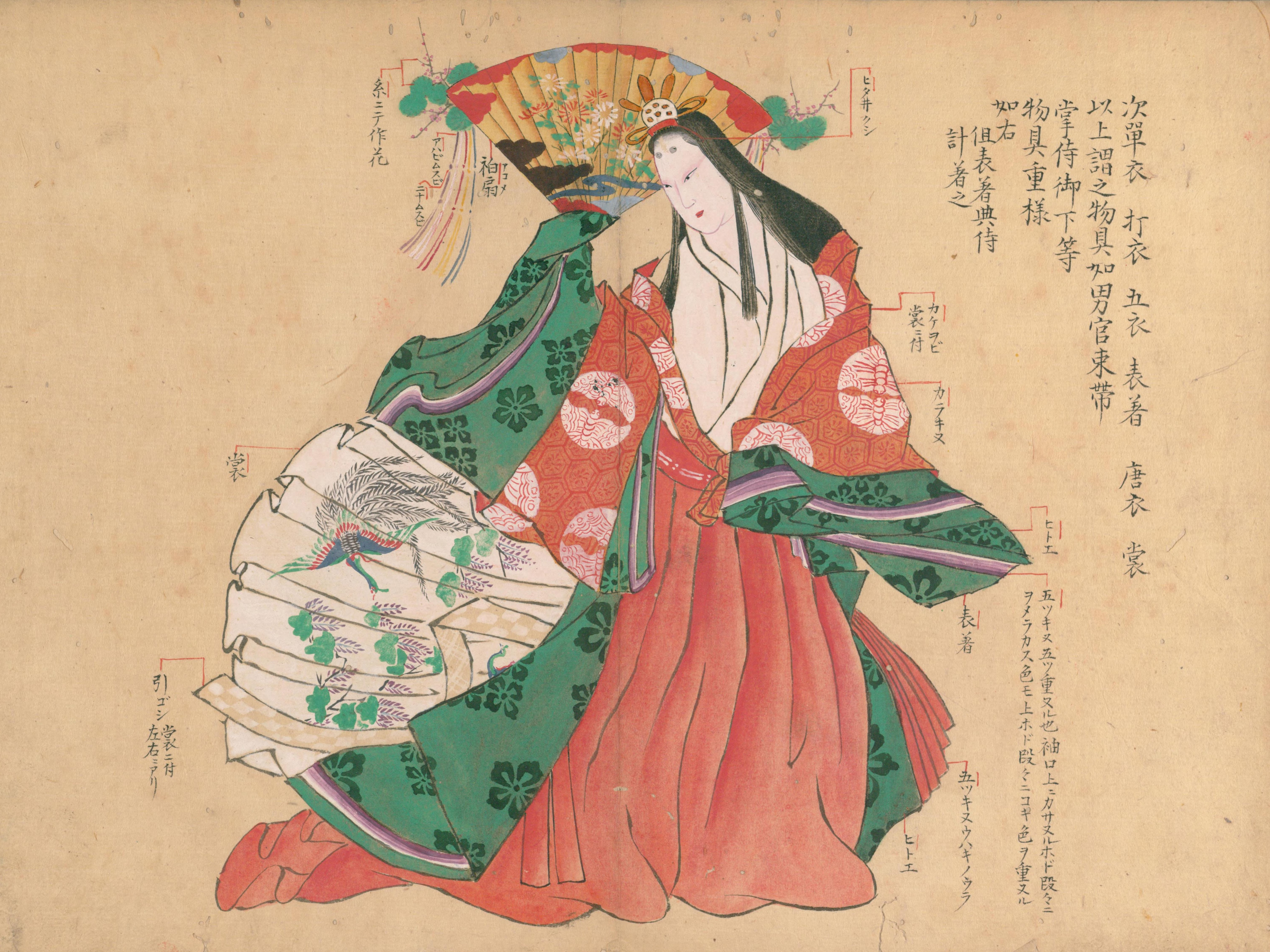
『装束着用之図』（国立国会図書館蔵）より、女官装束の図。

女官（にょかん／にょうかん）とは、官職を持ち宮廷に仕える女性のこと。官女（かんじょ）・宮女（きゅうじょ）とも言う。

## 概要
各国の王朝で宮廷において君主や后妃の身の回りの世話をさせる女性に何らかの官職を与えたのが始まりとされる。男性や宦官なども同様の任を行うことがあったが、男子禁制とされる後宮や后妃の私生活の管理には必然的に女性の官人が必要となった。

## 日本の女官

### 平安時代と江戸時代の女官
「女官」とは、大内裏において太政官以下の官司に勤務する男性官人に対して「内裏において後宮十二司に職掌を持つ女性官人」を指す。10世紀以後に発生した後宮十二司制度の解体後は、内侍司を中心とする「内裏に仕える女性官人」のことを指したとされる。平安時代と江戸時代の天皇の後宮については比較的豊富に史料が伝存しており、従来考察がなされているが、中世になると、経済的な困窮から天皇の御所（禁裏）の規模が極限まで縮小したこともあり、後宮の内情についてあまり解明されていない。

#### 「女官」という呼称について
8世紀の律令法（後宮職員令）において用いられていた用語は「宮人（くにん／きゅうにん）」であり、これは男性官人と女性官人の区別なく用いられている。女性官人が「女官」と書かれるようになったのは、弘仁年間に編纂された弘仁格式や内裏式に「女官」の語が登場することから、800年前後と考えられている。

#### 「女官」の読みについて
有職故実から、三等官（尚侍・典侍・掌侍）に代表される高位女官を「にょかん」、雑任の女官を「にょうかん」と呼んだと通常は考えられている。なお、明治2年（1869年）以後は「じょかん」が正式な読み方とされた。

#### 女官制度の変遷と「女房」「女中」との関係
平安時代には蔵人所の設置によって女官が担当してきた分職務も男性官人が行うようになり、また天皇が直接参加しない政務や儀礼の場の増加に伴って天皇に随って政務や儀礼に参加してきた女官の役目も減少したことにより、後宮十二司は機能が縮小して最終的には内侍所へと統合されることになる。しかし、天皇の食事や私的な祭祀への奉仕は女官が勤めるものという考え方がその後も残っており、女官の制度がその後も続いた背景であるとみられている。
なお、后妃や天皇に仕えた「女房」が「女性官人」だったかどうかは結論が出ていない。多数の女房がすべて女官除目で女性官人として叙位任官を受けていたことを示す記録はなく、后妃が私的に主従関係を結んだ女性であったと考えるのが一般的である。天皇についても、南北朝時代以降は、天皇の生母を例外として叙位任官を受けることはなくなり、后妃を立てることもなくなったため、多くの女房が天皇の側室を兼ねている状態だった。
江戸時代には女官は女房と女中に分けられ、女房の中でも尚侍・典侍・掌侍を御局、命婦・女蔵人・御差を御下と呼んで、前者は天皇と直接会話が可能、後者は目通りのみが可能、それよりも下位である女中に属する御末・女孺・御服所は天皇と顔を合わせることもできなかったとされる。なお、同時期の仙洞御所や女院御所では上臈・中臈・下臈の区別が行われていたが、上臈は尚侍・典侍相当、中臈は掌侍相当、下臈は御下相当とみなされていたとされる。なお、桜町天皇の時代に女官制度の改革が行われ、寛保3年（1743年）には女官に対する叙位が復活して、典侍は原則叙位の対象とされ、掌侍も一定の要件を満たせば叙位の対象とされた。それまでも天皇の生母や長年の功績などで、個人に対する叙位が行われていたが、女叙位の基準が定められたところが重要な点であった。
一方で、江戸時代には女官全体を指して「女中」「女房」と呼ぶ用例もあり実際の使用に関しては互換性があったと考えられ、また武家（将軍家や大名家）の奥に仕える女性については「女中」の呼称が一般的である事から、日本近世史の学術用語として公武を問わず「奥」に仕える女性という共通の位置づけを前提として、朝廷に仕える女性に対しても「女官」に代わって「女中」を使うケースが見られる（この場合の「女中」には女官制度の枠に含まれない禁裏や院に仕える女性達も含まれている）。

### 明治時代末期の天皇・皇后付女官

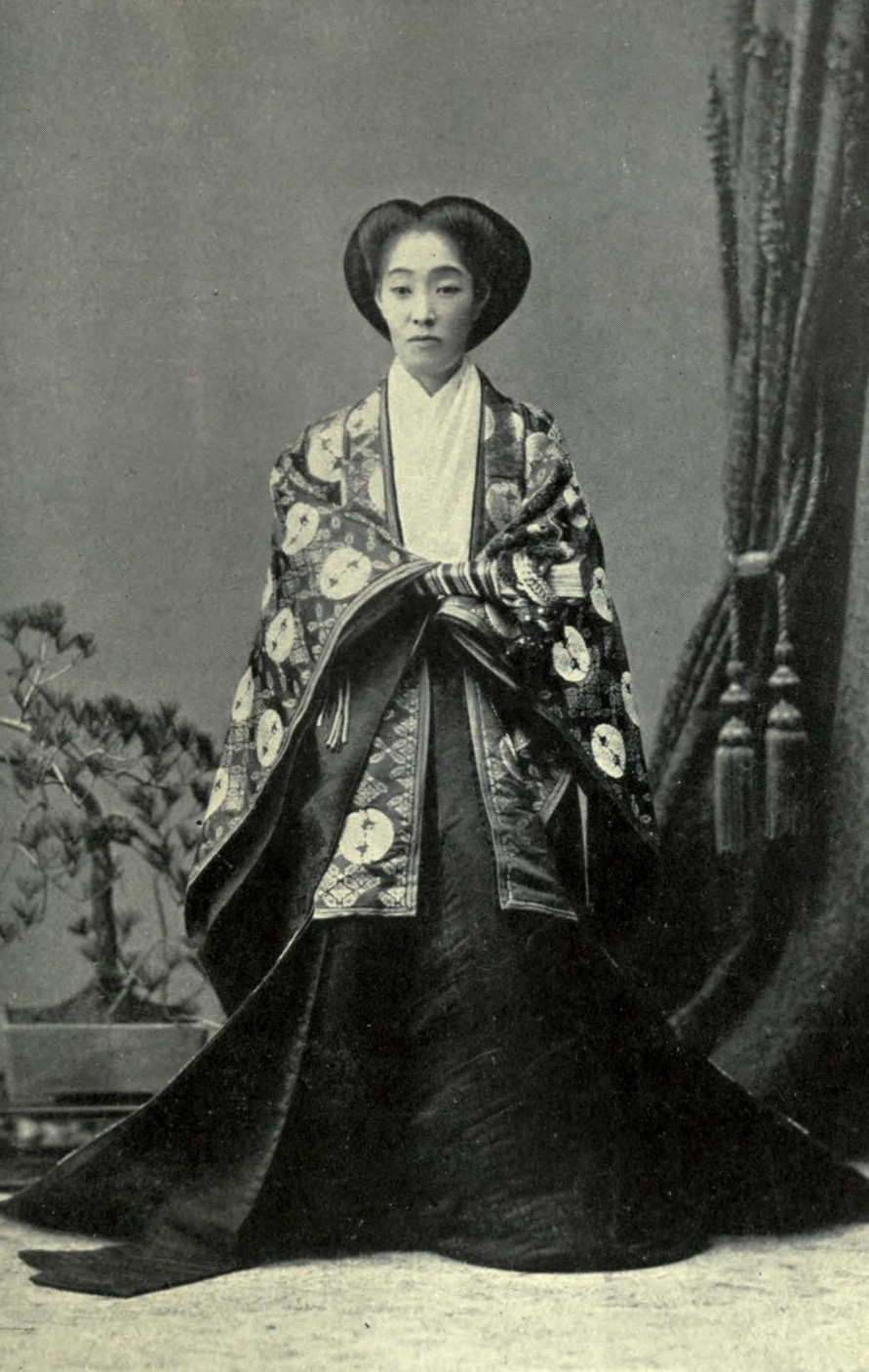
女官長典侍高倉寿子（1840-1930）。源氏名は新樹。昭憲皇太后入内前から崩御まで側近として生涯仕えた

明治天皇・昭憲皇后に仕えた久世三千子の出仕当時（1909年）には以下の女官が在官。華族出身が13名、士族出身の高等官待遇が10名で、それぞれ天皇がつけた源氏名があり、加えてあだ名を持つ者もいた。女嬬と呼ばれる判任女官（士族出身）は30数名いた。
- 女官長典侍（源氏名：新樹） - 高倉寿子（1840–1930）

典侍（早蕨） - 柳原愛子（1855–1943：大正天皇の生母）
権典侍（桔梗→花松） - 千種任子（1855–1944：天皇との間に2児）
権典侍（緋桜）- 小倉文子（1861–1929）
権典侍（小菊）- 園祥子（1867–1947：天皇との間に8児）
権典侍（藤袴）- 姉小路良子（1856–1926：姉小路公前の娘）
権典侍心得（白萩） - 今園文子（1889–1936：明治天皇の気に入らず1912年に自己都合で退官）

- 掌侍（柳） - 小池道子（1845–1929：水戸藩士の娘で徳川貞子の教育係。有栖川宮家出仕）
- 権掌侍（紅葉） - 藪嘉根子

　  権掌侍（若菜） - 津守好子
　  権掌侍（撫子） - 吉田鈺子（1863–1936）
　  権掌侍（昼顔） - 粟田口綾子（1880–1955：粟田口定孝の三女）
　  権掌侍心得→権掌侍（山茶花） - 日野西薫子（1879–?）
　  権掌侍御雇→権掌侍心得（桜木） - 久世三千子（1892–1965：のち、山川操養子山川黙夫人）
　  御用掛権掌侍 - 山川操（仏語通弁、会津藩士・山川重固の次女。山川健次郎、大山捨松の姉）、
　  御用掛権掌侍 - 北島以登子（英語通弁、鍋島直大の侍女）
　  御用掛権掌侍待遇 （呉竹）- 香川志保子（英語通弁、香川敬三長女）
- 命婦 - （菅）西西子
- 権命婦 - （梢）生源寺伊佐雄（日吉大社社家出身）、（蔦）平田三枝、（松）樹下定江、（薄）大東登代子、（竹）藤島竹子
- 権命婦出仕 -（槇） 樹下巻子、（萩）鴨脚鎮子

明治時代の女官には他に葉室光子（典侍）、橋本夏子（典侍）、四辻清子（典侍）や、平尾歌子（権命婦：士族初の女官）、税所敦子（権掌侍）、鍋島栄子（結婚前）、松平信子（英語通弁）、壬生広子（掌侍）、中川栄子（掌侍待遇）、六角章子（権掌侍）、堀川武子（命婦）、吉田愛（権命婦）などがいた。皇后宮職も参照。

### 現在の皇室の女官
現在、宮内庁の職員で「女官」に相当する職掌は以下のものがある。いずれも特別職の公務員である。
＜令和7年（2025年）1月現在＞
- 侍従職女官長（1名）
- 侍従職女官 （6名）
- 上皇職上皇女官長 （1名）
- 上皇職上皇女官（6名）
- 皇嗣職宮務官長（1名　※男女とも同職名で性別により職域を分けず）
- 皇嗣職宮務官（男女計10名　※男女とも同職名で性別により職域を分けず）
- 侍女長（常陸宮家・三笠宮家・寛仁親王家・高円宮家各1名、計4名　旧称老女）
- 侍女長補（適宜任命）
- 侍女（各宮家に1～2名、計4～8名）

また、上記以外に皇室費の内廷費をもって天皇家に直接雇用されている非公務員の「女官」に相当する職掌として以下のものがある。
- 女嬬（にょじゅ）…天皇、皇后の寝室、居間の清掃、皇后の衣服の補綴などを担当
- 雑仕（ぞうし）…便所、浴室、玄関の清掃、皇后の衣服の洗濯などを担当

前近代の女官・女房がそうであったように、天皇の「お手つき」となる可能性があったことから、女官は御所に住み込みで仕え、独身であることが常識だったが、昭和天皇は即位後まもなく女官制度の改革を断行し、住み込み制は廃止され、自宅から通勤するのが原則となった。また既婚女性にも門戸が開かれた。
戦前の女官は、宮中内の事柄は親兄弟にも明かす事ははばかられ、外部には内実の情報が明かされる事は長い間なかったが、山川三千子（昭憲皇太后に仕えた皇后宮職の女官（権掌侍御雇）で子爵久世通章の長女）が、晩年になり『女官 明治宮中出仕の記』を1960(昭和35)年に出版し、初めて女官を通して見た明治期宮中の様子が語られた（2016(平成28)年に講談社学術文庫で再刊）。

## 朝鮮の女官
女官たちは内命婦に所属し、従九品の奏変宮（チュビョングン）から正五品の尚宮（サングン）までのいずれかの品階を受けて宮中において様々な職務に従事していた。国王の側室となった場合は正一品の嬪（ピン）から従四品の淑媛（スグォン）までの品階が与えられた。その他、品階を受けずに宮中の職務に従事する婢子（ピジャ）、ムスリ、カクシム、房子（パンジャ）、医女（ウィニョ）などがおり、尚宮や内官、医官らの補助を担当した。女官たちは原則として身分、先祖、健康など、厳格な条件に基づいて選抜されたが、強制的な選出がなされたこともあり問題となった。顕宗治世下において良人（両班・中人・常民の3階級の総称）から女官を選ぶことをやめるべきだとの発言がなされた記録がある。その後景宗治世下では良人からの女官の選抜を禁止する命令が出された他、英祖治世下の1746年には良人の女性を女官にしたことが発覚した場合、60回の杖罪と1年間の徒罪に処せられることになった：

しかし、国王正祖の生母恵慶宮洪氏の自叙伝である閑中録によると、彼女が許可なく良人の女性を女官に採用したことで、夫の思悼世子が英祖から叱責されたと記録されている。純祖が即位した1801年には官婢制度が廃止され、約3万7千人もの官婢たちが解放されて良人に組み込まれたため、続大典内の条項を保証することがより困難となった。高宗・純宗に仕えたある尚宮は、「女官の中でも至密、針房、繍房については殆どが中人（良人の中で両班に次ぐ階級）出身だった」という証言を残している。
女官たちは幼少時に宮中に入り、宮廷のしきたりや礼儀作法、ハングル、小学や大学などの様々な教養を15年の見習い期間の間に学んだ。

## ヨーロッパの女官
ヨーロッパの宮廷において、女官とは、王妃（女王）や王女その他高貴な女性に仕えて身辺の用務に応じる個人的な補助者のことをいう。女官は通常、主人よりも低い階級ながらも彼女自身が貴族であり、召使ではない。女官の役割はその宮廷によってさまざまである。

### ルネッサンス期のイングランド
テューダー朝のイングランドでは、女官は4つの別々のシステムに分けられていた。「グレート・レディ（great lady）」、「レディ・オブ・ザ・プライヴィ・チェンバー（lady of the privy chamber、私室付女官）」、「メイド・オブ・オナー（en:Maid of Honour）」、そして「チェンバラー（chamberer）」である。私室付女官は王妃（女王）と最も親しい関係にあったが、大部分の女官はメイド・オブ・オナーだった。女官には、王妃の最も信用できる存在であるゆえに、縁戚者が任命されることが多かった。マーガレット・リーはアン・ブーリンの私室付女官であり、また同じくエリザベス・シーモアも王妃ジェーン・シーモアの私室付女官だった。テューダー朝の宮廷における女官の役割は、王族のお相手をし、どこであろうと王妃のお供をすることであった。テューダー朝の王妃は、誰が自分の女官になるかについてかなりの発言権を持っていた。

### フランス
ブルボン朝の後期には、女官はしばしばルイ14世の王妃マリー・テレーズ・ドートリッシュやルイ15世の王妃マリー・レクザンスカの、名目上の、距離を置いた同伴者の役割を担っていた。ルイ16世の王妃マリー・アントワネットには何人かのお気に入りの女官がおり、特にポリニャック伯爵夫人などは大きな影響力を持つとともに自ら巨大な富も得た。

### 現代イギリス
今日のイギリス王室では、女王または王妃の世話をする者は「レディ・オブ・ザ・ベッドチェンバー（Lady of the Bedchamber）」または「ウーマン・オブ・ザ・ベッドチェンバー（Woman of the Bedchamber）」といい、上席の女官は「ミストレス・オブ・ザ・ローブズ（Mistress of the Robes）」という。ウーマン・オブ・ザ・ベッドチェンバーは常時控えているが、ミストレス・オブ・ザ・ローブズとレディ・オブ・ザ・ベッドチェンバーは通常は冠婚葬祭の場などにのみ参列を求められる。女王（王妃）以外の王室の女性メンバーに付き添う女官は「レディ・イン・ウェイティング（Lady-in-Waiting）」という。